# CONCACAF-kampioenschap voetbal vrouwen onder 17 - 2012
Het CONCACAF-voetbalkampioenschap vrouwen onder 17 - 2012 werd gespeeld van 2 mei 2012 tot en met 12 mei 2012 in Guatemala. De top 2 van dit toernooi plaatsten zich voor het Wereldkampioenschap voetbal vrouwen onder 17 - 2012 in Azerbeidzjan.

## Gekwalificeerde teams
- Guatemala
- Bahama's
- Jamaica
- Trinidad en Tobago
- Panama
- Canada
- Verenigde Staten
- Mexico

## Eindronde

### Groep A
| Team      | AW | G | G | V | DV | DT | DS  | Pnt |
| --------- | -- | - | - | - | -- | -- | --- | --- |
| Canada    | 3  | 3 | 0 | 0 | 16 | 1  | +15 | 9   |
| Panama    | 3  | 1 | 1 | 1 | 8  | 8  | 0   | 4   |
| Jamaica   | 3  | 1 | 1 | 1 | 4  | 5  | –1  | 4   |
| Guatemala | 3  | 0 | 0 | 3 | 2  | 16 | –14 | 0   |

|                          |                                                            |                    |        |                                                                                                |
| 2 mei 2012 14:00 (UTC−6) | Canada                                                     | 6 – 0              | Panama | Estadio Cementos Progreso, Guatemala City Toeschouwers: 390 Scheidsrechter: Quetzalli Alvarado |
| 2 mei 2012 14:00 (UTC−6) | Prince 6' Dhanda 11' Clarke 22', 40', 42' Pierre-Louis 51' | Verslag[dode link] |        | Estadio Cementos Progreso, Guatemala City Toeschouwers: 390 Scheidsrechter: Quetzalli Alvarado |

|                          |           |                    |                        |                                                                                         |
| 2 mei 2012 16:30 (UTC−6) | Guatemala | 0 – 3              | Jamaica                | Estadio Cementos Progreso, Guatemala City Toeschouwers: 390 Scheidsrechter: Yesli Rivas |
| 2 mei 2012 16:30 (UTC−6) |           | Verslag[dode link] | 13', 42' Gray 65' Shaw | Estadio Cementos Progreso, Guatemala City Toeschouwers: 390 Scheidsrechter: Yesli Rivas |

|                          |         |                    |                                                |                                                                                              |
| 4 mei 2012 14:00 (UTC−6) | Jamaica | 0 – 4              | Canada                                         | Estadio Cementos Progreso, Guatemala City Toeschouwers: 1.100 Scheidsrechter: Lucila Venegas |
| 4 mei 2012 14:00 (UTC−6) |         | Verslag[dode link] | 18' Sanderson 21' Neff 55' Clarke 90+3' Prince | Estadio Cementos Progreso, Guatemala City Toeschouwers: 1.100 Scheidsrechter: Lucila Venegas |

|                          |              |                    |                                                          | |
| 4 mei 2012 16:30 (UTC−6) | Guatemala    | 1 – 7              | Panama                                                   | Estadio Cementos Progreso, Guatemala City Toeschouwers: 1.100 Scheidsrechter: Dianne Ferreira-James |
| 4 mei 2012 16:30 (UTC−6) | Ibarguen 29' | Verslag[dode link] | 4', 36' Riley 34', 73' Batista 49' Franco 61', 90+2' Cox | Estadio Cementos Progreso, Guatemala City Toeschouwers: 1.100 Scheidsrechter: Dianne Ferreira-James |

|                          |                |                    |            |                                                                                                |
| 6 mei 2012 14:00 (UTC−6) | Panama         | 1 – 1              | Jamaica    | Estadio Cementos Progreso, Guatemala City Toeschouwers: 475 Scheidsrechter: Quetzalli Alvarado |
| 6 mei 2012 14:00 (UTC−6) | Cox 72' (pen.) | Verslag[dode link] | 32' Bailey | Estadio Cementos Progreso, Guatemala City Toeschouwers: 475 Scheidsrechter: Quetzalli Alvarado |

|                          |             |                    |                                                      |                                                                                             |
| 6 mei 2012 16:30 (UTC−6) | Guatemala   | 1 – 6              | Canada                                               | Estadio Cementos Progreso, Guatemala City Toeschouwers: 475 Scheidsrechter: Annia Navarrete |
| 6 mei 2012 16:30 (UTC−6) | Herrera 28' | Verslag[dode link] | 23' Dhanda 31', 64' Clarke 77', 81', 90+2' Sanderson | Estadio Cementos Progreso, Guatemala City Toeschouwers: 475 Scheidsrechter: Annia Navarrete |

### Groep B
| Team               | AW | G | G | V | DV | DT | DS  | Pnt |
| ------------------ | -- | - | - | - | -- | -- | --- | --- |
| Verenigde Staten   | 3  | 3 | 0 | 0 | 18 | 0  | +18 | 9   |
| Mexico             | 3  | 2 | 0 | 1 | 8  | 3  | +5  | 6   |
| Trinidad en Tobago | 3  | 0 | 1 | 2 | 0  | 7  | –7  | 1   |
| Bahama's           | 3  | 0 | 1 | 2 | 0  | 16 | –16 | 1   |

|                          |          |                    |                                                                        | |
| 3 mei 2012 14:00 (UTC−6) | Bahama's | 0 – 10             | Verenigde Staten                                                       | Estadio Cementos Progreso, Guatemala City Toeschouwers: 61 Scheidsrechter: Cardella Samuels (Jamaica) |
| 3 mei 2012 14:00 (UTC−6) |          | Verslag[dode link] | 1', 75', 84' Purce 6', 40', 41', 44', 60' Green 55' Sullivan 77' Payne | Estadio Cementos Progreso, Guatemala City Toeschouwers: 61 Scheidsrechter: Cardella Samuels (Jamaica) |

|                          |                          |                    |                    |                                                                                            |
| 3 mei 2012 16:30 (UTC−6) | Mexico                   | 2 – 0              | Trinidad en Tobago | Estadio Cementos Progreso, Guatemala City Toeschouwers: 61 Scheidsrechter: Irazema Aguilar |
| 3 mei 2012 16:30 (UTC−6) | Hernández 32' Duarte 40' | Verslag[dode link] |                    | Estadio Cementos Progreso, Guatemala City Toeschouwers: 61 Scheidsrechter: Irazema Aguilar |

|                          |                                                             |                    |                    |                                                                                              |
| 5 mei 2012 14:00 (UTC−6) | Verenigde Staten                                            | 5 – 0              | Trinidad en Tobago | Estadio Cementos Progreso, Guatemala City Toeschouwers: 128 Scheidsrechter: Alicia Villatoro |
| 5 mei 2012 14:00 (UTC−6) | Bruder 20' Sullivan 65' Robinson 67' Green 86' Boyles 90+3' | Verslag[dode link] |                    | Estadio Cementos Progreso, Guatemala City Toeschouwers: 128 Scheidsrechter: Alicia Villatoro |

|                          |                                                    |                    |          |                                                                                               |
| 5 mei 2012 16:30 (UTC−6) | Mexico                                             | 6 – 0              | Bahama's | Estadio Cementos Progreso, Guatemala City Toeschouwers: 128 Scheidsrechter: Gilian Martindale |
| 5 mei 2012 16:30 (UTC−6) | Cadena 6', 43' Morales 8', 13' Vega 26' Pineda 79' | Verslag[dode link] |          | Estadio Cementos Progreso, Guatemala City Toeschouwers: 128 Scheidsrechter: Gilian Martindale |

|                          |                    |       |          |                                                                                              |
| 7 mei 2012 14:00 (UTC−6) | Trinidad en Tobago | 0 - 0 | Bahama's | Estadio Cementos Progreso, Guatemala City Toeschouwers: 184 Scheidsrechter: Cardella Samuels |
| 7 mei 2012 14:00 (UTC−6) | Verslag[dode link] |       |          | Estadio Cementos Progreso, Guatemala City Toeschouwers: 184 Scheidsrechter: Cardella Samuels |

|                          |                     |                    |        |                                                                                          |
| 7 mei 2012 16:30 (UTC−6) | Verenigde Staten    | 3 - 0              | Mexico | Estadio Cementos Progreso, Guatemala City Toeschouwers: 184 Scheidsrechter: Michelle Pye |
| 7 mei 2012 16:30 (UTC−6) | Green 16', 32', 36' | Verslag[dode link] |        | Estadio Cementos Progreso, Guatemala City Toeschouwers: 184 Scheidsrechter: Michelle Pye |

## Knock-outfase
De finalisten plaatsen zich voor het Wereldkampioenschap voetbal vrouwen onder 17 - 2012 in Azerbeidzjan.
|  | Halve finale     | Halve finale |   |             | Finale           | Finale |
|  |                  |              |   |             |                  |        |
|  | 10 mei 2012      |              |   |             |                  |        |
|  | Verenigde Staten | 7            |   |             |                  |        |
|  | Panama           | 0            |   |             |                  |        |
|  |                  |              |   |             |                  |        |
|  |                  |              |   |             | 12 mei 2012      |        |
|  |                  |              |   |             | Verenigde Staten | 1      |
|  |                  | Canada       | 0 |             |                  |        |
|  |                  |              |   |             |                  |        |
|  |                  |              |   |             | Derde plaats     |        |
|  | 10 mei 2012      | 10 mei 2012  |   | 12 mei 2012 | 12 mei 2012      |        |
|  | Canada           | 1            |   | Panama      | 0                |        |
|  | Mexico           | 0            |   |             | Mexico           | 6      |

### Halve finales
|                           |                                                                   |                    |        |                                                                            |
| 10 mei 2012 13:30 (UTC−6) | Verenigde Staten                                                  | 7 - 0              | Panama | Estadio Cementos Progreso, Guatemala City Toeschouwers: Gillian Martindale |
| 10 mei 2012 13:30 (UTC−6) | Payne 9' Green 44', 45+1', 54' Andrews 50' Jenkins 66' Bruder 77' | Verslag[dode link] |        | Estadio Cementos Progreso, Guatemala City Toeschouwers: Gillian Martindale |

|                           |               |                    |        |                                                                                 |
| 10 mei 2012 16:30 (UTC−6) | Canada        | 1 - 0              | Mexico | Estadio Cementos Progreso, Guatemala City Scheidsrechter: Dianne Ferreira-James |
| 10 mei 2012 16:30 (UTC−6) | Sanderson 13' | Verslag[dode link] |        | Estadio Cementos Progreso, Guatemala City Scheidsrechter: Dianne Ferreira-James |

### Kleine finale
|                           |        |                    |                                                     |                                                                                               |
| 12 mei 2012 13:30 (UTC−6) | Panama | 0 - 6              | Mexico                                              | Estadio Cementos Progreso, Guatemala City Toeschouwers: 1.768 Scheidsrechter: Irazema Aguilar |
| 12 mei 2012 13:30 (UTC−6) |        | Verslag[dode link] | 13' Morales 50', 54', 72', 85' Duarte 65' Hernandez | Estadio Cementos Progreso, Guatemala City Toeschouwers: 1.768 Scheidsrechter: Irazema Aguilar |

### Finale
|                           |                  |                    |        |                                                                                                |
| 12 mei 2012 16:30 (UTC−6) | Verenigde Staten | 1 - 0              | Canada | Estadio Cementos Progreso, Guatemala City Toeschouwers: 1.768 Scheidsrechter: Alicia Villatoro |
| 12 mei 2012 16:30 (UTC−6) | Munerlyn 20'     | Verslag[dode link] |        | Estadio Cementos Progreso, Guatemala City Toeschouwers: 1.768 Scheidsrechter: Alicia Villatoro |